# Сесар Муньїс Фернандес
Сесар Муньїс Фернандес (Брюссель, Бельгія, 18 травня 1970) — колишній футбольний арбітр, що судив матчі найвищої іспанської ліги. Член Комітету арбітрів Князівства Астурія.

## Кар'єра
Муньїс народився в Брюсселі, де працювали батьки, хоча має іспанське громадянство. Проживає в астурійському місті Хіхон. Син колишнього міжнародного помічника арбітра Хосе Марії Муньїса Фарпона, який багато сезонів асистував Мануелеві Діасу Везі.
Провівши п'ять сезонів у регіональних лігах, 1991 року перейшов до Третього дивізіону, де залишався до 1994 року. Ще три сезони обслуговував матчі Другого дивізіону Б, а 7 вересня 1997 року дебютував у Другому дивізіоні, де за три наступні сезони відсудив 60 ігор. Після закінчення сезону 1999-2000 підвищився до рівня Ла-Ліги разом із двома іншими арбітрами, Рафаелем Раміресом Домінгесом та Альберто Ундіано Мальєнко. Дебютним для нього став матч «Осасуни» проти «Сельти» (0-2), що відбувся на Естадіо Ель Садар. 
Обслуговував перший матч Суперкубка Іспанії 2010 між командами «Севілья» та «Барселона» (3-1).
Кар'єру арбітра завершив у сезоні 2013-2014. Останній матч, який він відсудив, між командами «Реал Вальядолід» та «Еспаньйол» (1-0), відбувся 3 травня 2014 року.

## Міжнародні матчі
Наприкінці 2006 року разом з Антоніо Рубіносом Пересом його обрано міжнародним арбітром ФІФА. 24 травня 2009 року обслуговував матч румунської Ліги І між командами «Уніря» (Урзічень) та «Динамо» (Бухарест), які тоді посідали перші два місця в турнірній таблиці.

## Ліги
| Ліга               | Країна  | Рік         |
| ------------------ | ------- | ----------- |
| Терсера Дивізіон   | Іспанія | 1991 - 1994 |
| Сегунда Дивізіон Б | Іспанія | 1994 - 1997 |
| Сегунда Дивізіон   | Іспанія | 1997 - 2000 |
| Ла-Ліга            | Іспанія | 2000 - 2014 |

## Нагороди
- Трофей Гурусета[en] (1): 1999
- Премія Дон Балон[es] (1): 2004